# 塞尔维亚高速公路

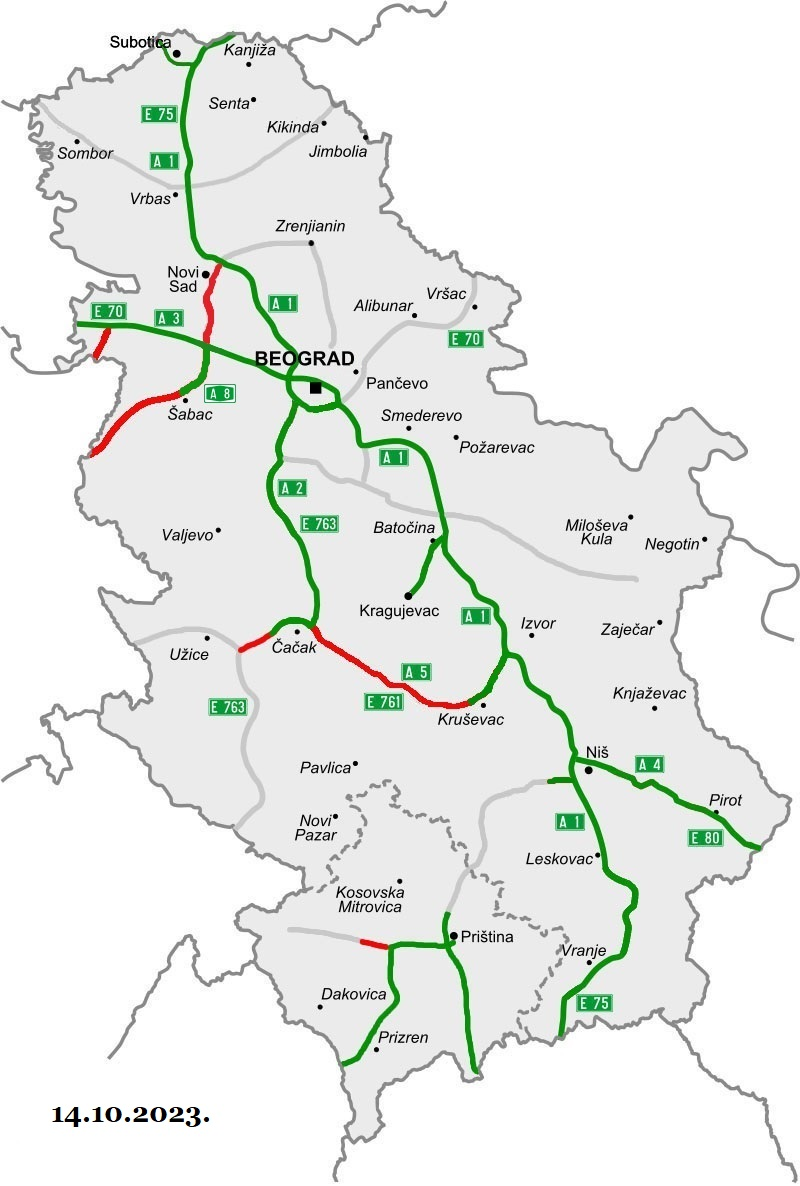
塞尔维亚道路网络，其中绿色为实际运营中，红色为建设中

塞尔维亚的高速公路（意为“汽车路”），为塞尔维亚的IA级国道，并以一位数的数字标记。塞尔维亚的高速公路为单向三车道（包括硬路肩），标志为白底绿字，正常限速为130公里/小时（2018年6月起）。其高速公路由塞尔维亚道路公司负责维护和运营。
截至2020年3月，共有971.117公里的高速公路投入使用（不含科索沃）。

## 高速公路列表
由于塞尔维亚语中的高速公路叫，所以自2013年开始使用“A1”、“A2”、“A3”、“A4”或“A5”的道路名称。
| 名称 | 路径 | 规划     | 实际运营 |
| ---- | --- | -------- | -------- |
| A1   | 霍戈什附近（与匈牙利接壤） - 苏博蒂察 - 诺维萨德 - 贝尔格莱德 （貝爾格萊德繞道） - 尼什 - 莱斯科瓦茨 - 弗拉涅 - 普雷舍沃附近（与北马其顿接壤） | 612 km   | 612 km   |
| A2   | 贝尔格莱德（与A1交汇处） - 普里吉纳（与A5交汇处）靠近恰恰克 - 波泽加 - 博尔贾雷附近（与黑山的边界）。                                          | 270 km   | 119 km   |
| A3   | 贝尔格莱德（与A1的交汇处） - 斯雷姆斯卡米特罗维察-巴特维奇附近（与克罗地亚接壤）                                                               | 95 km    | 95 km    |
| A4   | 尼什（与A1的交汇处）- 皮罗特 - 格拉迪涅附近（与保加利亚的边界接壤）                                                                            | 105 km   | 105 km   |
| A5 · | 普里吉纳（与A2的交汇处），靠近恰恰克 - 克拉列沃 - 克鲁舍瓦茨 - 波亚特（与A1的交汇处）。                                                        | 110 km   | 0 km     |
| N/A  | 拉伊科瓦茨（与A2的交汇处） - 姆拉德诺瓦茨（与A1交汇处） - 阿蘭傑洛瓦茨 - Markovac（与A1交汇处）-斯维拉伊纳茨 - 博尔。                          | 270 km   | 0 km     |
| N/A  | 贝尔格莱德 - 兹雷尼亚宁 - 诺维萨德 （与A1交汇处）                                                                                              | 113 km   | 0 km     |
| N/A  | 库兹明（与A3交汇处）- 博苏特 - 斯雷姆斯卡拉查附近（与波斯尼亚和黑塞哥维那边界接壤）                                                            | 18 km    | 0 km     |
| N/A  | 鲁马（与A3交汇处） - Hrtkovci - 沙巴茨 | 21 km    | 0 km     |
| 总计 | | 1,614 km | 924 km   |

### A1高速公路

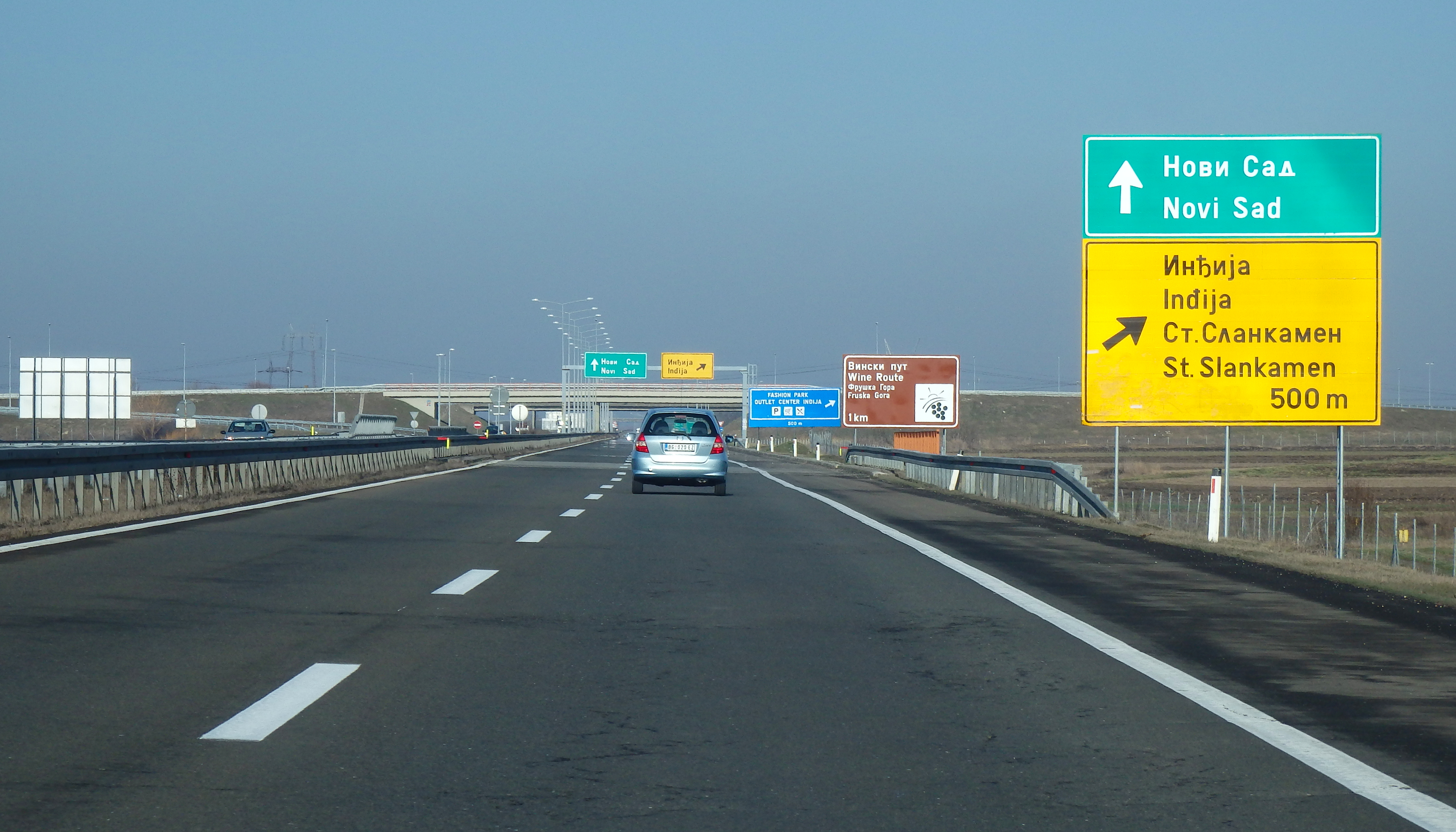
A1高速公路因吉亚段

A1从苏博蒂察附近的霍尔戈什与匈牙利边境口岸开始，经过诺维萨德、贝尔格莱德（A3和A2交界处）、波亚特（A5交界处），尼什（A4交界处）、莱斯科瓦茨和弗拉涅，终于普雷舍沃与北马其顿之间的过境点。这条高速公路是欧洲E75公路的一部分。

### A2高速公路
A2是一条正在建设中的高速公路，最终实现连接贝尔格莱德至黑山。这条路线经过奥布雷诺阿茨、恰恰克、波泽加、阿里列、伊万尼察，并在博尔贾雷附近（与黑山的边界）结束。其也是欧洲E761公路、欧洲E763公路的一部份。
截至2019年，贝尔格莱德-恰恰克段已经正式运行。2019年12月18日，中国交建承建的苏尔钦-奥布雷诺瓦茨段通车，塞尔维亚总统武契奇、总理布尔纳比奇以及中国驻塞尔维亚大使陈波等出席仪式。

### A3高速公路
A3是一条正在运行的高速公路，其连接了贝尔格莱德至克罗地亚。

### A4高速公路
A4是一条正在运行的高速公路，其连接了A1高速公路与保加利亚，是欧洲E80公路的一部分。

### A5高速公路
A5是一条规划中的高速公路，将A1与A2连接起来。这条路线始于恰恰克，经过克拉列沃、克鲁舍瓦茨，并在波亚特附近结束。该路段于2019年12月开始施工。

## 道路建设
截至2019年12月，塞尔维亚已经修了300多公里的新高速公路，还有181公里正在建设中，其中包括A5高速公路；A2高速公路30公里延长段，库兹明和斯雷姆斯卡拉查之间18公里的路段，以及鲁马和沙巴茨之间21公里的路段。2020年10月，中国路桥与塞尔维亚签署6.06亿欧元合同，将修建48公里高速公路，建设鲁玛和诺维萨德公路段。

## 相关
- 塞尔维亚交通
- 欧洲各国高速公路建设（英语：Evolution of motorway construction in European nations）